# Halowe Mistrzostwa Czech w Lekkoatletyce 2009
Halowe Mistrzostwa Czech w Lekkoatletyce w 2009 – halowe zawody lekkoatletyczne organizowane przez Český atletický svaz, które odbyły się 21 i 22 lutego w Pradze.

## Rezultaty
| PB - rekord życiowy \| SB - najlepszy wynik w sezonie \| NR – halowy rekord kraju |

### Mężczyźni
| Konkurencja:              | 1. miejsce                                                  | Rezultat | 2. miejsce                                                              | Rezultat | 3. miejsce                                                       | Rezultat |
| Bieg na 60 m              | Libor Žilka                                                 | 6,66     | Jan Veleba                                                              | 6,76     | Michal Jahn                                                      | 6,82     |
| Bieg na 200 m             | Vojtěch Šulc                                                | 21,53    | Lukáš Šťastný                                                           | 21,78    | Jiří Faist                                                       | 22,03    |
| Bieg na 400 m             | Petr Szetei                                                 | 46,96    | Rudolf Götz                                                             | 47,39    | Jiří Vojtík                                                      | 48,44    |
| Bieg na 800 m             | Miroslav Kaplan                                             | 1:52,42  | Jaroslav Růža                                                           | 1:52,83  | Richard Svoboda                                                  | 1:53,29  |
| Bieg na 1500 m            | Tomáš Belada                                                | 3:54,72  | Vladimír Bartůněk                                                       | 3:55,50  | Adam Kouba                                                       | 3:56,80  |
| Bieg na 3000 m            | Petr Mikulenka                                              | 8:14,57  | Lukáš Kourek                                                            | 8:28,36  | Tomáš Harom                                                      | 8:29,38  |
| Bieg na 60 m przez płotki | Martin Pokorný                                              | 8,01     | Adam Nejedlý                                                            | 8,03     | Libor Hrůza                                                      | 8,14     |
| Sztafeta 4 × 400 m        | Olymp Praha Pavel Jiráň Martin Hošek Petr Daněk Petr Klofáč | 3:16,78  | Dukla Praha Miroslav Burian Ondřej Kužílek Richard Svoboda Matěj Blahůt | 3:17,25  | Slavia Praha Tomáš Bošek Martin Čapek Tomáš Krupka Theodor Jareš | 3:18,55  |
| Skok wzwyż                | Svatoslav Ton                                               | 2,21     | Jaroslav Bába                                                           | 2,18     | Tomáš Janků                                                      | 2,18     |
| Skok o tyczce             | Michal Balner                                               | 5,66     | Štěpán Janáček Jan Kudlička                                             | 5,35     | –                                                                | –        |
| Skok w dal                | Roman Novotný                                               | 7,64     | Štěpán Wagner                                                           | 7,52     | Milan Pírek                                                      | 7,19     |
| Trójskok                  | Vojtěch Kučera                                              | 15,23    | Tomáš Janků                                                             | 14,72    | Tomáš Veselý                                                     | 14,68    |
| Pchnięcie kulą            | Remigius Machura                                            | 18,47    | Jan Tylče                                                               | 18,15    | Ladislav Prášil                                                  | 17,09    |
| Siedmiobój                | Adam Nejedlý                                                | 5604     | František Staněk                                                        | 5525     | David Sazima                                                     | 5523     |

### Kobiety
| Konkurencja:              | 1. miejsce                                                                   | Rezultat | 2. miejsce                                                                                | Rezultat | 3. miejsce                                                                   | Rezultat |
| Bieg na 60 m              | Iveta Mazáčová                                                               | 7,41     | Kateřina Čechová                                                                          | 7,43     | Kristina Bažatová                                                            | 7,46     |
| Bieg na 200 m             | Kateřina Čechová                                                             | 24,30    | Kristina Bažatová                                                                         | 24,45    | Iveta Mazáčová                                                               | 24,63    |
| Bieg na 400 m             | Zuzana Hejnová                                                               | 53,82    | Jitka Bartoničková                                                                        | 55,14    | Drahomíra Eidrnová                                                           | 55,44    |
| Bieg na 800 m             | Lenka Masná                                                                  | 2:08,16  | Kateřina Hálová                                                                           | 2:08,43  | Jana Melichová                                                               | 2:08,99  |
| Bieg na 1500 m            | Marcela Lustigová                                                            | 4:33,86  | Lucie Sekanová                                                                            | 4:34,48  | Petra Kuříková                                                               | 4:37,25  |
| Bieg na 3000 m            | Petra Kamínková                                                              | 9:30,57  | Lucie Sekanová                                                                            | 9:34,38  | Martina Bařinová                                                             | 9:39,00  |
| Bieg na 60 m przez płotki | Lucie Škrobáková                                                             | 8,03     | Jana Korešová                                                                             | 8,26     | Lenka Lepičová                                                               | 8,49     |
| Sztafeta 4 × 400 m        | USK Praha Jitka Bartoničková Kristýna Skřenková Jana Korešová Zuzana Hejnová | 3:48,04  | Hvězda Pardubice Kateřina Ulrichová Lenka Švábíková Drahomíra Eidrnová Veronika Jelínková | 3:48,36  | Olymp Praha Jana Sajdoková Tereza Straková Veronika Šťastná Petra Štěpánková | 3:53,18  |
| Skok wzwyż                | Iva Straková                                                                 | 1,96     | Oldřiška Marešová                                                                         | 1,86     | Kateřina Konvalinková                                                        | 1,79     |
| Skok o tyczce             | Jiřina Ptáčníková                                                            | 4,40     | Romana Maláčová                                                                           | 4,25     | Petra Kozelková                                                              | 3,80     |
| Skok w dal                | Denisa Rosolová                                                              | 6,45     | Jana Korešová                                                                             | 6,38     | Kateřina Konvalinková                                                        | 6,19     |
| Trójskok                  | Martina Šestáková                                                            | 13,68    | Lucie Májková                                                                             | 12,85    | Lucie Ondraschková                                                           | 12,30    |
| Pchnięcie kulą            | Jana Kárníková                                                               | 16,77    | Andrea Valešová                                                                           | 15,11    | Lucie Vaníčková                                                              | 14,94    |
| Pięciobój                 | Jana Korešová                                                                | 4202     | Kateřina Konvalinková                                                                     | 4082     | Eliška Klučinová                                                             | 4072     |